# Филаделфийска епархия
 Тази статия е за малоазийската епарфия.  За венецианската вижте Филаделфийска във Венеция епархия.  
Фладелфийската епархия (на гръцки: Ιερά Μητρόπολη Φιλαδελφείας) е титулярна епархия на Вселенската патриаршия. Диоцезът съществува от 325 до 1922 година с център в град Филаделфия, на турски Алашехир. От 1990 година титлата Митрополит на Филаделфия, ипертим, екзарх на Лидия и наместник на Венеция (Ο Φιλαδελφείας, υπέρτιμος και έξαρχος Λυδίας και Πρόεδρος Βενετίας) се носи от Мелитон.

## История
Филаделфия е основан около 140 година пр. Хр. от пергамския цар Атал II Филаделф. В 325 година Филаделфийската епископия минава под юрисдикцията на Сардийската митрополия. Около 1190 година епархията е повишена в митрополия. Филаделфия е последният византийски град в Мала Азия и пада в 1390 година, след като от 1310 година е напълно обкръжен от османскка територия. В 1402 година градът е разграмен от Тамерлан. През юли 1577 година катедрата е преместена във Венеция, за да се грижи за православните в Италия и Европа. В 1644 година Китирската епископия е прехвърлена от Монемвасийката митрополия към Филаделфийската. През юни 1712 година митрополит Мелетий Филаделфийски (1685 – 1712) е отлъчен, тъй като приема католицизма и катедрата е закрита. Православното население във Венеция обаче иска свой йерарх и избира такъв дори и без съгласието на Патриаршията в 1662, 1668 и 1672 година. В 1780 година Патриаршията признава преместването на митрополит Софроний Корфуски във Венеция, но след смъртта му в 1790 година Патриаршията не позволява избор на нов йерарх.
Докато Филаделфийската катедра е във Венеция диоцезът в Мала Азия е или част от Ефеския или е екзархат, пряко контролиран от патриарха. Така в 1636 година ефеският митрополит управлява и Филаделфийската епархия, скоро обаче тя става екзархат, но в 1642/44 е официално присъединена към Ефеската. След закриването на венецианската катедра, епархията остава екзархат и е спомената като такъв в 1717 година. Към 1725 година обаче диоцезът е възстановен.
Епархията граничи с Кизическата и Анкарската митрополия на север, с Иконийската и Писидийската на изток, с Писидийската, Илиуполската и Сардийската на юг и Илиуполската и Ефеската на запад. Други градове в епархията са Ирканис (Салихли), Тавала (Есме), Опсики Катекекавменис (Кула), Гордос (Гьордес), Акмония (Демирджи), Синаос (Симав), Тименотирес (Ушак), Акройнос (Афионкарахисар), Лаодикия (Денизли).
След обмена на население между Гърция и Турция в 1922 година, на територията на епархията не остава православно население.

## Митрополити
| Име          | Име             | Управление                           | Забележка                                           | Години                |
| ------------ | --------------- | ------------------------------------ | --------------------------------------------------- | --------------------- |
| Яков ΙΙ      | Ιάκωβος         | 9 юли 1765 – 1805                    | подал оставка                                       |                       |
| Доротей      | Δωρόθεος        | декември 1805 - юни 1813             | в одрински м.                                       | ? – 1821              |
| Гавриил ΙΙΙ  | Γαβριήλ         | юни 1813 - септември 1824            | от анхиалски м., уволнен                            |                       |
| Панарет      | Πανάρετος       | септември 1824 - февруари 1838       | в търновски м.                                      | 1785 – 1878           |
| Даниил       | Δανιήλ          | февруари 1838 - март 1845            | от маронийски м., в нишки м.                        |                       |
| Софроний ΙΙΙ | Σωφρόνιος       | март 1845 - януари 1849              | в артенски м.                                       | ? – 1887              |
| Йоаникий ΙΙΙ | Ιωαννίκιος      | януари 1849 – 13 юни 1860 †          |                                                     | ? – 1860              |
| Мелетий ΙΙΙ  | Μελέτιος        | 16 октомври 1860 - 25 септември 1869 | от анкарски м., в смирненски                        | ? – 1883              |
| Дионисий II  | Διονύσιος       | 2 октомври 1869 - 1 октомври 1887    | по-рано парамитийски е.                             | около 1814 – юни 1904 |
| Стефан ΙΙ    | Στέφανος        | 1 октомври 1887 - 13 февруари 1896   | в митимнийски м.                                    | ? – 1915              |
| Леонтий ΙΙ   | Λεόντιος        | 13 февруари 1896 – 29 април 1899     | от парамитийски м., в мелнишки м.                   |                       |
| Леонтий ΙΙΙ  | Λεόντιος        | 29 април 1899 - 10 октомври 1906     | от колонийски м., в родополски м.                   | 1844 – 1926           |
| Прокопий     | Προκόπιος       | 10 октомври 1906 - 16 юни 1911       | от драчки м., в иконийски м.                        | 1859 – 1923           |
| Лука         | Λουκάς          | 23 юни 1911 – декември 1912 †        | от берски м.                                        | 1847 – 1912           |
| Хрисостом    | Χρυσόστομος     | 16 март 1913 – 19 февруари 1922      | от тралски т.е. (26 декември 1910), в ефески м.     | 1880 – 1968           |
| Евгений      | Ευγένιος        | 19 февруари 1922 – 20 март 1924      | от амисоски т.е. (17 май 1911), в кидонийски м.     | 1885 – 1956           |
| Фотий        | Φώτιος Μανιάτης | 20 март 1924 - 17 януари 1925        | от иринуполски т.е. (13 януари 1915), в деркоски м. | 1874 – 1935           |
| Кирил        | Κύριλλος        | 20 януари 1925 - 1 април 1925 †      | от митилински м.                                    | 1867 – 1925           |
| Максим       | Μάξιμος         | 9 март 1930 - 28 юни 1932            | в халкидонски м.                                    | 1897 – 1972           |
| Емилиан      | Αιμιλιανός      | 3 септември 1936 - 6 декември 1946 † | от милитоски т.е. (17 август 1928)                  | 1892 – 1946           |
| Атинагор     | Αθηναγόρας      | 7 юни 1949 - 12 април 1951           | от бостънски т.е., в тиатирски м.                   | 1885 – 1962           |
| Яков ΙΙ      | Ιάκωβος         | 8 август 1954 - 12 август 1969       | в германски м.                                      | 1920 – 1971           |
| Вартоломей   | Βαρθολομαίος    | 25 декември 1973 - 9 януари 1990     | в халкидонски м.                                    | 1940 –                |
| Мелитон      | Μελίτων         | 28 октомври 1990 –                   |                                                     | 1951 –                |